# 朱元树

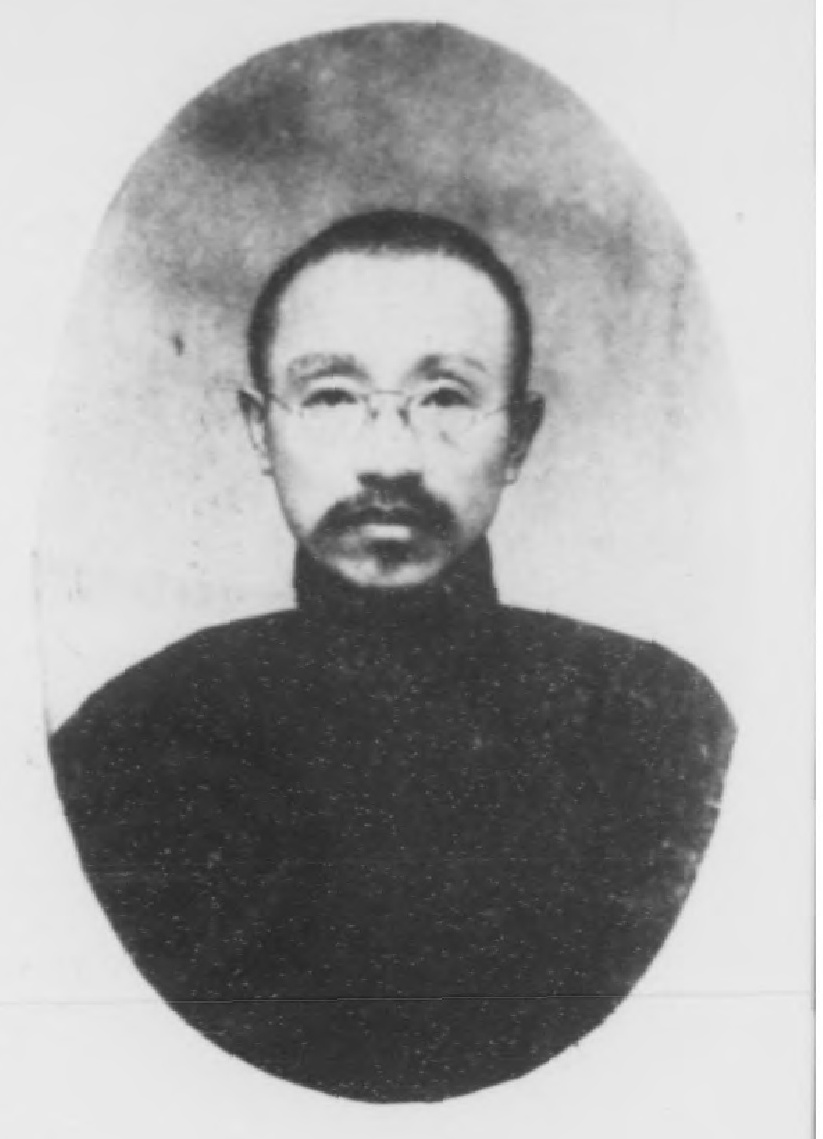

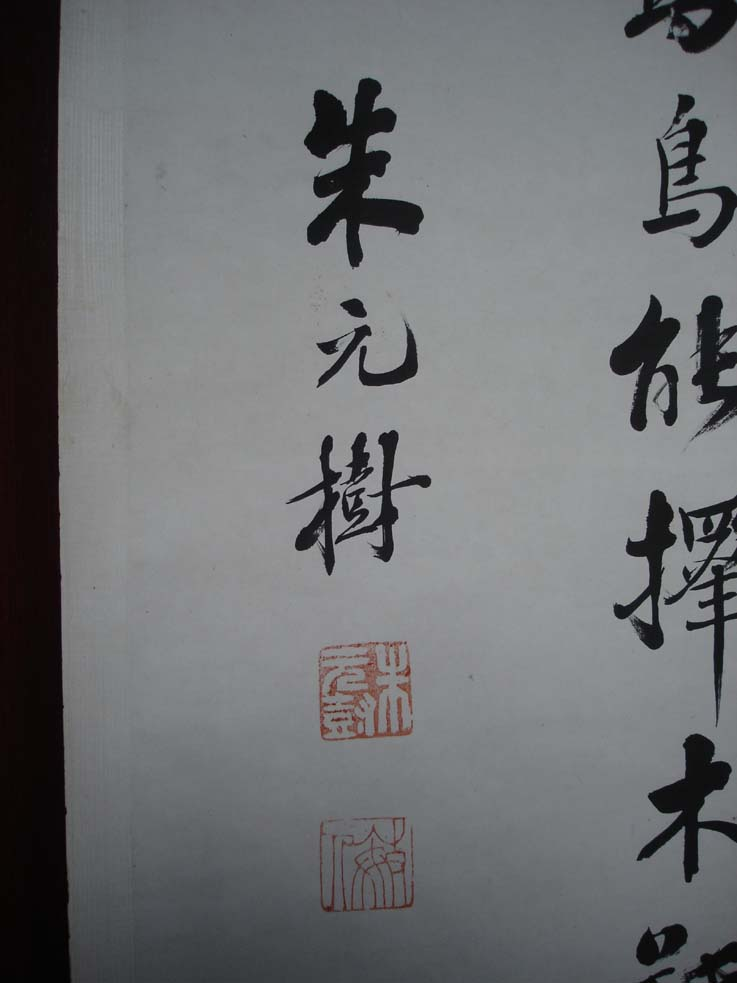
朱元树书法

朱元树（1880年—1946年），字致棻，号敏人，浙江余姚人。为清末名臣，与钱崇威，宋育德，蓝云屏并称“四翰林”，善长书法。

## 生平
光绪二十九年（1903年）中举人。光绪三十年（1904年），进士出身，授翰林院庶吉士。光绪三十二年，被清朝政府选派到日本留学。
后毕业于日本东京法政大学，回国后被清廷授翰林院编修。曾先后担任江苏省武进、常熟知县。
晚年担任余姚救济院院长，致力于慈善事业。

## 家庭
子朱斯煌，民国著名经济学家。